# Wilhelm Haller (Architekt)
Wilhelm Zeʾev Haller (hebräisch וִילְהֶלְם זְאֵב  הַלֶּר Wilhelm Səʾev Haller; * 11. Juni 1884 in Gleiwitz, Oberschlesien; † 10. Mai 1956 in Tel Aviv) war ein deutsch-jüdischer Architekt der Moderne. Der Reformarchitekt war in den 1920er-Jahren ein Vertreter des organischen Bauens.

## Leben

### Jugend
Wilhelm Haller kam 1884 in Gleiwitz, dem heutigen polnischen Gliwice, zur Welt. Er war ein Sohn des jüdischen Sattlermeisters Jacob Haller und von dessen Frau Bertha Haller geb. Galewski und lebte mit der Familie im Haus Bahnhofsstraße 1. Mit acht Geschwistern verbrachte er seine frühe Kindheit in dieser Stadt. Die Familie zog 1895 in die Oberlausitz um. Er besuchte bereits 1898 die Dresdner Gewerbeschule mit drei Maurerpraktika. Damals war Wilhelm Haller erst vierzehn bis sechzehn Jahre alt. Er verlor eine Kniescheibe bei diesen Tätigkeiten am Bau im Jahre 1902. So blieb er lebenslang gehbehindert und war somit vom Kriegsdienst befreit.

### Studium
Wilhelm Haller besuchte ab 1902 die Bauschule Zittau. Es ist möglich, dass er erst durch die Behinderung Architekt wurde, weil er als Behinderter auf einer Baustelle nicht arbeiten konnte oder wollte. Im Alter von 25 Jahren begann er 1909/1910 ein Architekturstudium an der Technischen Hochschule Darmstadt, unter anderem bei dem Kunsthistoriker und Bauforscher Julius Hülsen, das er mit bestandener Baumeisterprüfung abschloss. Es folgten Anstellungen an diversen Architekturbüros in Breslau und Frankfurt am Main. In diese Zeit fallen beispielsweise die technischen Bauten Hans Poelzigs (z. B. für die Ostdeutsche Ausstellung 1911 in Posen) sowie Max Bergs Breslauer Jahrhunderthalle.

### Erste Tätigkeiten
Zusammen mit dem Frankfurter Architekten Hermann Senf fertigte er eigenen Angaben zufolge einen gemeinsamen Entwurf im Architektenwettbewerb für eine Kirche in Oberrad an, der mit dem 1. Preis prämiert wurde. Ebenfalls den 1. Preis erhielt Haller im Wettbewerb zur Bebauung des Holzhausenparks in Frankfurt am Main, dessen Parzellierungspläne noch zugänglich aber wenig aussagefähig sind. Von 1911 bis 1914 arbeitete Wilhelm Haller in Leipzig in den Architekturbüros von Georg Weidenbach, Richard Tschammer und Emil Franz Hänsel; ab 1914 war er selbstständig tätig.
Zunächst erfolgten während der Jahre des Ersten Weltkriegs Studienreisen durch Deutschland, Italien, die Niederlande und Nordfrankreich. Über Monate und Jahre sowie Aufenthaltsorte berichtete Haller nicht, obwohl seine Reiseaufzeichnungen Aufschluss darüber geben könnten.

### Privates
Über seine familiären Verhältnisse und mit wem er verheiratet war, sprach und schrieb Haller nicht. Seine Wohnverhältnisse sind für Leipzig bekannt, die an der damaligen Kaiserin-Augusta-Straße und später an der Weinligstraße zumindest gutbürgerlich waren. Ein Teil seiner Familie, seiner Geschwister samt Kindern, scheinen nach Angaben von Myra Warhaftig in Palästina eine Heimat gefunden haben. Über eigene Kinder Hallers ist bislang nichts bekannt. Auch die Angaben zu Hallers Werk sind häufig ungenau und schwer zu überprüfen. Da er selbst nicht willens war, dem Autor Max Reimann genaue Pläne und biografische Angaben für die 1930 publizierte Monografie zu überlassen, und diese Dinge wahrscheinlich in Familienbesitz verblieben, bleibt hier der Hinweis, mögliche Erkenntnisse über ihn bei den Erben in Israel und den USA nachzuforschen.

## Werk

### Wirken in Deutschland bis 1933
Wilhelm Haller arbeitete in Deutschland als selbständiger Architekt von 1914 bis 1933. In diesen neunzehn Jahren schuf er ein abwechslungsreiches, aber auch stilistisch uneinheitliches Œuvre.
Bis 1927, dem Jahr als seine Leipziger Feierhalle gebaut wurde, war er wenig hervorgetreten. Ab diesem Auftrag (bereits 1922 erteilt) entwarf er nicht nur für die Leipziger jüdische Gemeinde Kultusbauten. Sein Schaffen bewegte sich zwischen Wohn- und Geschäftsbauten sowie Soldatenehrenmälern und Siedlungshäusern. Stilistisch variabel, passte er sich den örtlichen Verhältnissen und dem privaten Geschmack seiner Auftraggeber an. Einige von seinen Entwürfen wurden nicht ausgeführt, an ihnen ist wohl seine Intention am besten ablesbar.
Auffällig an Wilhelm Haller ist die Unklarheit sowie Unvollständigkeit vieler persönlicher Angaben zu seinen Plänen für diverse Kriegerheimsiedlungen (z. B. für Weißenfels und Leipzig), Grabstätten (Verortung und Datierung) und Wohnbauten, wie der sogenannte Bebauungsplan für die Straße des 18. Oktober in Leipzig, womit sich viele Architekten beschäftigten und wovon das wenigste aus der Zeit um 1915 erhalten blieb, da zum einen Geldmangel die Verwirklichung hinauszögerte und zum anderen der Weltkrieg sie verhinderte. Eindeutige Stellungnahmen zu diversen Sachfragen in dieser Zeit, wie Grabmalkunst, Tempelbau und Siedlungsbau passten sich den theoretischen Diskussionen in den 1920er-Jahren innerhalb und außerhalb der jüdischen Gemeinde an.
Wilhelm Hallers Wirken als Vorstand der Leipziger Kriegerheimstätten GmbH und sein damit verknüpfter Entwurf einer Leipziger Kriegerheimsiedlung ist in den Beständen des Leipziger Stadtarchivs erschließbar. Des Weiteren war Wilhelm Haller Mitwirkender am Entwurf des Ritualbads der Leipziger Ez-Chaim-Synagoge im Jahr 1929.

#### Kriegerheimsiedlungen
Der Architekt konnte im ausgehenden Ersten Weltkrieg von den ideologisch geprägten Siedlungsplanungen für invalide Kriegsheimkehrer und deren Angehörige profitieren. In Coburg am Kürengrund plante er um 1917 eine solche Siedlung, die in Max Reimanns Monografie von 1930 einerseits fotografisch dokumentiert wurde. Andererseits machte Wilhelm Haller ausführliche schriftliche und auch fotodokumentarische Angaben zu dieser Siedlung und zu der Kriegerheimsiedlung im altmärkischen Stendal-Röxe in der in Leipzig herausgegebenen Architektur-Fachzeitschrift Der Profanbau (im Jahrgang 1921). Wilhelm Haller erwähnte ebenfalls eine Weißenfelser Siedlung, an der er mitgewirkt haben soll, die aber nicht nachzuweisen ist.
Für das Jahr 1919 ist bekannt, dass Wilhelm Haller als Architekt und Vorstandsmitglied der Leipziger Kriegerheimstätten GmbH Bebauungspläne für ein Gebiet südlich des Südfriedhofs und westlich der damaligen Heilanstalt Dösen im Stadtteil Probstheida entwarf. Aufgrund der Gebietsvergrößerung durch die Leipzig-Dölitzer Kohlenwerke verwarf später die Stadt Leipzig die Bebauungspläne, die ohnehin von dem Rat der Stadt als zu unwirtschaftlich angesehen wurden. Doch bereits um 1917 wurde hierzu ein auf Leipzig beschränkter Wettbewerb ausgeschrieben, woraus Wilhelm Hallers Entwurf mit dem 1. Preis hervorging. Seine Entwürfe waren planerisch platzsparend und die einfachsten Umsetzungen, die sich stilistisch am niedersächsischen Bauernhaus orientierten. Die dazu veröffentlichten Grundrisse und Ansichten folgen den sieben Anforderungskriterien des Wettbewerbs. Haller begeisterte das Preisgericht mit einer in Großsteinberg bei Leipzig geplanten Ansiedlung mit vorteilhafter Ausnutzung der Bauflächen mit Einheitsformen 1 und 2, die er als „Typen“ bezeichnete. Die Vereinigung von Wohn- und Wirtschaftsräumen unter einem Dach galt als geschickteste Lösung, da er in der Aufteilung auch eine scharfe Trennung von beiden Gebäudeteilen vorsah. Dachgeschosswohnungen führten zur vollen Ausnutzung der Wohnfläche und konnten nach Familiengröße auch separat als zusätzliche Einkunftsquelle vermietet werden. Für alle Häuser entwarf Wilhelm Haller Kellerräume mit einem Zugang über die Tenne, woran sich Futterküchen und Ställe anordneten. Die Entwürfe bestachen durch niedrige Kostenvoranschläge, schlichte Grundrisse sowie die Materialwahl. Hierfür plante der Architekt für die Außenmauern die Anwendung der Paetz’schen Lehmdraht-Stampfbauweise ein und für innen Graslaub-Wände. Die gesamte Anlage sollte 10.000 Mark kosten.
Aufgrund von Wilhelm Hallers Mitwirkung als Vorstandsmitglied in der Leipziger Kriegerheimstätten GmbH ist es möglich, dass seine Angaben für Weißenfels richtig sind, auch wenn bis zum jetzigen Kenntnisstand nur vage Angaben hierzu gemacht werden können. Womöglich sind andere, nicht mehr nachweisbare Angaben zu seinem Werk ebenfalls auf seine baubezogene Unauffälligkeit zurückzuführen, die allenfalls über Angaben Dritter erschlossen werden können. So verhält es sich bei seiner Mitwirkung an der Entwurfsplanung für die Mikwe der Ez-Chaim-Synagoge in Leipzig, Otto-Schill-Straße 6, im Jahre 1929. Dafür existieren nur Grundrisse, die Wilhelm Haller als bauleitenden Architekten angeben.
Über Stendal ist bekannt, dass Wilhelm Haller dort von 1917 bis 1919 Kriegerheimstätten entwarf, deren Akten sämtlich gut dokumentiert im Stendaler Stadtarchiv lagern. Für diese Kriegerheimsiedlung im Stendaler Stadtteil Röxe, der bis 1905 noch ein selbstständiger Ort war, sind 18 Gebäude mit Gärten überliefert. Im Juni 1919 wurde die fertiggestellte Siedlung freigegeben. Wilhelm Haller äußerte sich hierzu in einem Artikel über die Frage des Siedlungsbaus. Darin benennt er die Schwierigkeiten der Materialbeschaffung der frühen Nachkriegsjahre und die zunehmenden Lohnsteigerungen für die Bauleute, die sich wiederum in den Gesamtkosten niederschlugen. Das Baugelände erwies sich wegen jährlich auftretender Überschwemmungen als ungünstig. Doch die Nähe zu einem Bahnhof und einer bereits hindurch verlaufenden Straße hielten die Kosten niedrig. Hinzu kam der Druck, überall am Material sparen zu müssen, so dass sämtliche Umfassungsmauern zweimal in einem Abstand und einer jeweiligen Stärke von sieben Zentimetern gebaut wurden. Dazwischen befand sich eine Luftschicht, die isolierend wirkte. Die geringen Balkenstärken waren ebenfalls Resultat des Materialmangels, genauso die halb gebrannten Ziegel, bzw. die Verwendung von Abbruchziegeln. Natürlich diente diese Spartanität auch der Kostenersparnis.
In Coburg entwarf er am Kürengrund gleichfalls Siedlungshäuser für Kriegsveteranen und deren Familien. Die Terrassenanlage folgte ebenfalls dem Prinzip des kostengünstigen Bauens dieser Zeit, unter Berücksichtigung der schon vorhandenen Straßen, die das ehemalige Gelände der herzoglichen Baumschule begrenzten. Die Lage der Doppel- und Einzelhäuser passte Wilhelm Haller den Straßenzügen an, erweiterte diese und legte auf Terrassenwällen die Fußwege an. Straßen und Fußwege wurden mit Treppen verbunden. Auf den Grundstücken befanden sich bereits zahlreiche Obstbäume, so dass auch hier bereits der zweckdienliche Nutzen für Gärten vorhanden war – anders als in Stendal, wo erst in den Gehöften Nussbäume gepflanzt werden mussten.
Die Coburger Anlage befand sich in einer Senke (Kürengrund) und war nach Südosten ausgerichtet. Wald und Höhenzüge schützten die Siedlung. Es war auch daran gedacht, sie unter Einbeziehung der höher gelegenen Herzog-Ernst-Farm zu erweitern. Wie in Stendal unterstand das Bauen der kostengünstigen Normierung. Das Äußere und Innere der Häuser waren zweckgebunden und schlicht mit höchster Ausnutzung der Raumkapazität. Einige Gebäude weisen auf eine Fachwerkbauweise hin. In dieser Siedlung erprobte Wilhelm Haller Grundrisse und die Orientierung am Wohngebrauch der Bewohner. Nach Aussagen Hallers finanzierten die späteren Bewohner die Gebäude selbst, unterstützt von einem staatlichen Wohnförderprogramm. Die Siedlungsanlagen passten sich den Geländegegebenheiten an statt wie „vom Reißbrett“ zu wirken. So besaßen diese Heimstätten den Charakter von natürlich gewachsenen Ortschaften, wie es von mittelalterlichen Stadtstrukturen bekannt ist.
Wilhelm Haller sprach im Zusammenhang eines ausgewogenen Bebauungsplans von der sogenannten „Seele“ der Siedlung. Aus Kostengründen beließ er die örtlichen Möglichkeiten. Auch die Frage der Materialwahl war mehr praktischen als bautheoretischen Gründen unterworfen.

#### Kirchen
An erster Stelle steht der Kirchenentwurf für die Leipziger Gemeinde, der von Max Reimann unmittelbar nach dem Haus J. J. Frank eingeordnet wurde. Die skizzierte und undatierte Idee zeigt eine auf dreiflügeligem Grundriss stehende Anlage, wobei das Hauptaugenmerk auf dem imposanten Mittelgebäude ruht. Der Entwurf sah einen Bau für eine große Kirchengemeinde vor.
Die zu dem Kirchenprojekt gehörende, sehr aussagekräftige Grundrisszeichnung des Erdgeschosses zeigt eine kreuzrippenförmig überwölbte Vorhalle. Es war vorgesehen, durch sie in die seitlich gelagerten, für mehrere Pfarrerwohnungen bestimmten Nebengebäude zu gelangen. Das offenbart neben der riesigen Kirchenhalle mit den seitlichen, auf dreieckigem Grundriss befindlichen sowie einander gegenüberliegenden Braut- und Trauerkapellen den großzügigen Bau als Gemeindezentrum. Im hinteren Teil der Anlage und somit auch hinter dem Chorraum plante der Architekt Verwaltungsräume sowie Bibliothek und Gemeindesaal.

#### Synagoge in Hamburg
Wilhelm Haller entwarf für den Wettbewerb um den neuen israelitischen Hamburger Tempel an der Die Synagoge in der Oberstraße einen dreistufigen, basilikalen Baukörper. Auch die Idee der Dreiflügelanlage behielt er bei, nur dass er sie für den 1929 durchgeführten Wettbewerb variierte, indem er den mittleren Baukörper leicht nach links versetzte und beide Flügel unterschiedlich gestaltete, wobei in die Fassade des rechten Flügelbaus ein überdimensionaler Davidstern eingeschnitten ist.
Ende der 1920er-Jahre orientierte sich Haller bei seinen Tempel- und Sakralbauten an den Bauprinzipien der Werkbundausstellung 1927 in Stuttgart, deren Protagonist in Fragen des Synagogenbaus Fritz Landauer war. Einen Rückschritt stellt hingegen der dritte Wettbewerbsentwurf für Hamburg dar, wo er neben modernen Formen wieder auf gotisierende, sogar auf romanisierende Formen zurückgriff, die den Entwurf in einer uneinheitlichen Weise präsentierten.

#### Trauerfeierhalle in Halle an der Saale
So fand Haller mit seinem ausgeführten Entwurf der Feierhalle für die Israelitische Gemeinde in Halle zurück zu der in Leipzig schon erfolgreichen Umsetzung seines modischen Stils. Die mit einem Bandnetz durchzogene Straßenfassade der Halle verweist auf den früheren Hamburger Synagogenentwurf II. Zudem endet die Fassade in einem expressiv gestalteten Zinnenkranz, der sich um den turmartigen Bau zieht. Flankiert wird die Halle – ähnlich wie bei dem ersten Leipziger Feierhallenentwurf von 1922 – von eingeschossigen und walmdachbedeckten Verwaltungsgebäuden. Die Innenraumgestaltung wurde weitaus schlichter gehalten als am Leipziger Bau, aber nicht minder feierlich.

#### Die Trauerfeierhalle in Leipzig

##### Pläne
Am 21. September 1925 wurde die erste nachweisbare Anfrage von Wilhelm Haller im Auftrag der israelitischen Religionsgemeinde an die Stadt Leipzig für eine Baugenehmigung der Feierhalle auf dem geplanten Neuen Israelitischen Friedhof gestellt. Die beigefügten Papiere umfassten sechs Blätter mit Grund- und Aufrisszeichnungen, einem Lageplan, einer Zeichnung der Einfriedung sowie einer statistischen Berechnung in doppelter Ausfertigung. Noch fehlten für die Kuppel der Haupthalle und die angrenzenden Bauteile die genauen Konstruktionszeichnungen und Berechnungen. Für die Flügelbauten waren massive Betondecken vorgesehen, die zwischen die Stahlträger eingehängt werden sollten.
Wilhelm Haller plante eine klassische Dreiflügelanlage mit zurückspringendem Mittelteil, so dass der Grundriss ein u-förmiges Aussehen besaß. Der Mittelbau des Komplexes war mit der Halle als zentrales Gebäude ersichtlich, sowohl in der Grundfläche als auch in der Höhe. Hierbei verjüngte sich stufig die zur Straßenseite zeigende Fassade infolge der Feierhalle vorgelagerten Vorhalle. Sie besaß zudem auch eine geringere Höhe als der Kuppelbau. Feierhalle, angrenzende Zwischengebäude und Flügelbauten waren symmetrisch ausgewogen. Der dahinter liegende Friedhof von Otto Moosdorf folgte ebenfalls einem symmetrisch angelegten Muster mit umlaufenden und sich kreuzenden Wegen. Diese Friedhofsanlage besteht noch heute in der ursprünglichen Form.
Aus den Akten geht auch hervor, dass bereits die Raumaufteilung für Arzträume, Garage, Kellerräume, Heizungs- und Warmwasserräume sowie Lagerräume vorgesehen war. Dies zeigt, wie umsichtig der Bau geplant und mit welchem Sachverstand die Räume aufgeteilt waren. Ein kleiner schlichter Saal war hier für weitere Beerdigungsriten vorgesehen. So konnten parallel Zeremonien abgehalten werden, die sicherlich auch rituell voneinander unterschiedlich sein konnten, da diese Feierhalle von verschiedenen Glaubensrichtungen des Judentums genutzt wurde. Des Weiteren zeigt der Plan einen mit vierjochigem Kreuzgratgewölbe überspannten Gang. Zwischen dem kleinen Saal und dem Aufenthaltsraum plante Haller ebenfalls einen überwölbten Durchgang, dessen Gewölbegrate auf rechteckigen Wandvorlagen und auf Pfeilern mit quadratischem Grundriss ruhte.
Die Halle selbst wurde auf quadratischem Grundriss mit einem lichten Maß von 18 Metern in der Breite und der Tiefe angelegt. Es waren sowohl vier Zugänge zu den beiden Flügelbauten als auch der Haupteingang mit der Vorhalle und die seitlichen Friedhofsausgänge geplant, die dem Eingang gegenüberlagen. Der Aufbahrungsraum befand sich unterhalb der Sängerempore mit einer Trennwand und Sehschlitz.
Die Eckpfeilergrundrisse der Feierhalle wurden expressiv gestaltet, worin die ins Halleninnere zeigende Binnenstruktur zackenartig mit einer in den Raum ragenden Spitze ausgeformt wurde. Erst in den späteren Fotografien ergibt sich ein Gesamtbild, das in jedem Detail auf den Expressionismus hinweist.
Als Kuppel entwarf Wilhelm Haller eine doppelschalige Konstruktion, deren innere Raumkuppel einem runden, die äußere einem oktogonalen Grundriss folgte, sowie als Kuppelschale steiler verlief als die Innenkuppel. Für die Kuppel entwarf er ein Kuppelauge, zu dessen Farbigkeit die Quellen keinen Hinweis geben. Doch es ist denkbar, dass dieses Kuppelauge transparent war, weil der Rabbiner Cohn mit dem Vermerk auf die Naturfarbigkeit des Putzes auf die Schlichtheit des Raums hinwies. Von Anfang an war die Gestaltung der Kuppel mit den Nischen nicht vorgesehen. Das rundbogige Motiv, das bandartig das Kuppelinnere umläuft, aufeinander ruht und abwechselnd durch zapfenartige Wandvorlagen rhythmisiert wird, taucht erst in den endgültigen Entwurfszeichnungen von 1925 auf, die Wilhelm Haller u. a. der Baupolizei vorlegte. Vorher favorisierte der Architekt eine Stalaktitenkuppel mit freihängenden Putz- oder Betonzapfen.
Das Maßwerkgitter hebt den exponierten Ort des Raumes hervor. Bereits in den Entwürfen war dahinter ein Chorraum vorgesehen. Schnell zeigen sich die Unterschiede in der Maßwerkgestaltung zu den Planungsskizzen von 1925 in den späteren Zeichnungen und dem vollendeten Bau. Der ursprüngliche Entwurf aus diesem Jahr wurde von Haller nicht verwendet. Hier stellte der Architekt ein siebenzackiges Giebelmotiv dar, das mit einem einfachen Gitterwerk ausgefüllt wurde. Dieses wich dem zweiten Motiv von 1927, indem er ein abstrahiertes Arabeskenmuster als Maßwerkgitter plante. Die sich überkreuzenden, größeren Maßwerkbänder wurden in leicht gebogener Stellung gezeichnet, die wiederum das Spitzbogenmotiv der Blendarkaden aufgreift. Zwei ineinander verzackte und waagerecht verlaufende Maßwerkbänder umgreifen die Schnittstellen der großen Bänder. Die großzügige Rahmung führt das Zackenmotiv fort. Wenn der frühere, nicht verwirklichte Entwurf die Assoziation eines abgewandelten Davidsterns zulässt, so bleibt der umgesetzte Entwurf von 1927 in seiner ikonografischen Bedeutung weitestgehend verborgen. So beließ es der Architekt statt einer Abwandlung des Davidsternmotivs in der Maßwerkgestaltung bei einer reinen Darstellung eines mehrzackigen Sterns im Portalaufsatz der äußeren Rahmung.
Wilhelm Haller konnte seine Idee der Feierhalle und ihrer Innengestaltung vor allem mit einem Architekturmodell anschaulich machen, das er bei seinem Vortrag während der Gemeindesitzung am 28. März 1927 zeigte.
Doch auch in der Maßwerkgestaltung zeigte der Architekt erstaunliche Flexibilität. Die erste Entwurfszeichnung von 1922 deutet auf ein wiederum anderes Gestaltungsmuster hin. Das einfache Gitter trat angesichts des Gesamtraumeindrucks merklich zurück, so dass Wilhelm Haller später die Formen überarbeitete.
Juni 1927 lag der Stadt Leipzig der überarbeitete Plan zur Einsicht vor, den die städtische Baupolizei genehmigte. Veränderungen gab es lediglich in der Maßwerkgestaltung und der genauen Definition des Torkretverfahrens.
In den beiden Jahren zuvor wurden die Pläne in Verhandlungen und während des Briefwechsels zwischen dem Architekten und der Stadtverwaltung immer wieder um sanitäre und hygienische Anlagen erweitert, wie Schleusen, Lüftung, Filtersysteme, wasserdichte Fußböden in der Halle und den Sektionsräumen sowie das Grundstück selbst. Dieses Grundstück hätte nach den Gutachten außerhalb eines genehmigten Bebauungsplans gelegen, so dass das Projekt fast scheiterte. Außerdem erforderten die damaligen Bestimmungen für Friedhofsbauten beheizbare Fußböden und gesonderte Räume für hochinfektiöse Verstorbene. Im Oktober 1925 gab es seitens des Stadterweiterungsamts und Bauberatungsstelle keine Einwände zum Einfriedungs- und Bebauungsplan sowie zur Gebäudegestaltung Wilhelm Hallers.
Außerdem plante der Architekt für die Flügelbauten ebenfalls Eisenbetondecken. Zudem fügte Haller zahlreiche statische Berechnungen hinzu sowie die Planungen für Versorgungs-, Arzt- und Verwaltungsräume. Im Südflügel sah Wilhelm Haller gleichfalls Versorgungs- und Wirtschaftsräume sowie voneinander separierte Herren- und Damenwaschräume vor. Kreuzgangartige, zum Friedhofsgarten offene Wandelgänge bzw. -hallen vermittelten zwischen Innenräumen und Außenanlage.
Doch der Entwicklungsstrang für die Halle reicht weiter zurück als zunächst angenommen. Es zeigte sich, dass noch früheste Ideen zur Gestalt des Friedhofbaus existieren, die anstelle von umgesetzten Muqarnas ähnlichen Nischen, Stalaktiten präsentieren. Sie griffen den architektonischen Orientalismus und dessen Rezeption durch Hans Poelzigs Großes Schauspielhaus in Berlin von 1919 auf. Dadurch und auch wegen der gegenüber dem umgesetzten Gesamtplan von 1927 ebenfalls völlig unterschiedlichen Fassadengestaltung schuf Wilhelm Haller eine Idee, die noch tief der arabesken Reichhaltigkeit des Orients nahesteht und nichts mit dem gotisierenden Bau von 1928 gemein hatte.
Zunächst dachte er an den zentralen Kuppelbau mit kleinen Annexbauten. Erst später entwickelte Wilhelm Haller das Konzept der Dreiflügelanlage. Die Kuppel wurde von ihm durchgestuft, wobei die Kenntnis um das geplante Material noch verborgen liegt. Vermutlich stellte er sich die bienenkorbartige Kuppel in Steinblockbauweise vor.
Weniger strittig ist der ursprüngliche Entwurf von 1922, der palmblattbekrönte Kapitelle der vier pilasterartigen Stützen zeigt. Altorientalische und ägyptische Bezüge würden in diesem Fall impliziert. Inwieweit diese erste Entwurfsskizze von der jüdischen Gemeinde akzeptiert wurde und wie groß der Einfluss der Gemeinde auf die Entwicklung der Entwurfsplanung war, ist nicht mehr zu ermitteln.
Die äußerst verspielten Feinheiten in dem Entwurf von 1922 fielen schlagartig weg, als 1925 der erste Innenraumplan vorlag. Ob es noch weitere Zwischenstufen von 1922 bis 1925 gab, bleibt unklar. Mit den Plänen von 1925 und 1927 schien er die beste Vorstellung für die neue Feierhalle verwirklicht zu haben. Denn diese unterscheiden sich nur im geringsten Maß von dem verwirklichten Bau. Anhand der Baupläne sowie des Briefwechsels der Gemeinde und Hallers mit den Behörden der Stadt Leipzig lässt sich der komplexe Planungsprozess nachvollziehen.
Da er orientalische und vor allem gotische Formen in den Feierhallenbau verwob, näherte er sich dem Ausdruck des Expressionismus, in dem u. a. Architekten wie Dominikus Böhm, Fritz Höger und Peter Behrens vermehrt diese Stilmittel überspitzten, versachlichten und monumentalisierten.

##### Ausführung

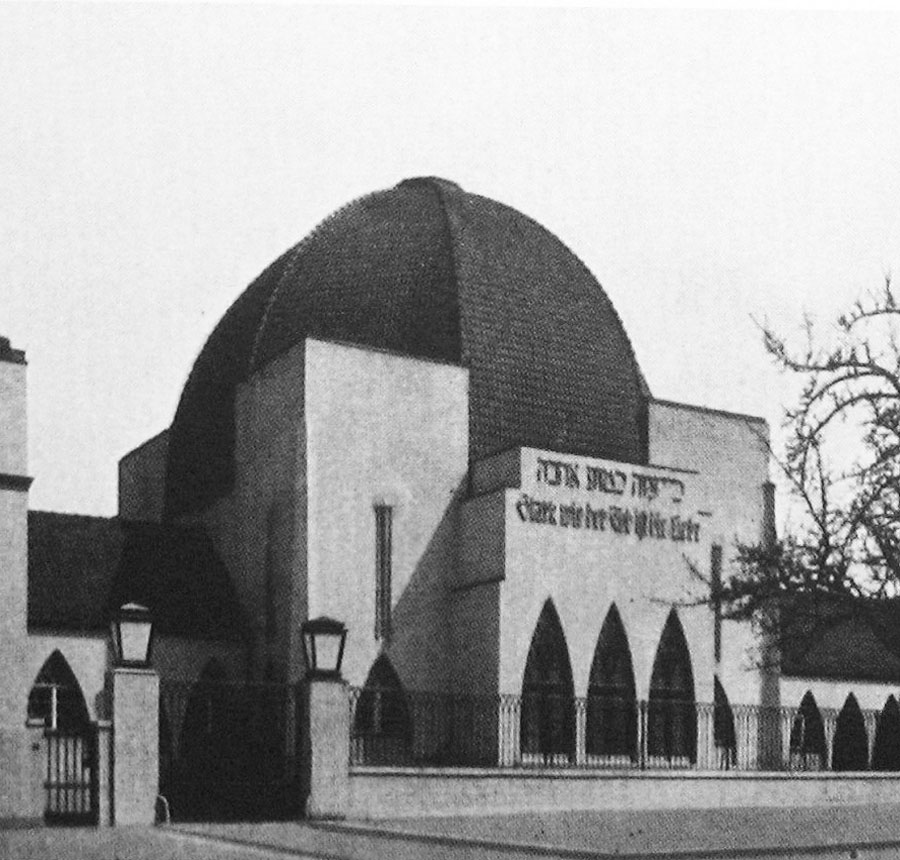
Feierhalle um 1930

Die Leipziger Feierhalle auf dem Neuen Israelitischen Friedhof steht im Mittelpunkt in Wilhelm Hallers Schaffen für Leipzig. Bereits zur Fertigstellung besaß sie den Status eines „Wahrzeichens“, da sie mit ihrer außergewöhnlichen Architektur die Menschen in ihren Bann zog. Die Friedhofsanlage wurde im Laufe des Jahres 1927 ausgeführt und 1928 vollendet. Schon im September 1927 zeichnete sich ein Ende der Bauarbeiten an dem Gebäudekomplex des jüdischen Friedhofs an der Delitzscher Landstraße ab.
Doch Geldmangel zögerte die Fertigstellung der Halle hinaus, die im Dezember des gleichen Jahres im Rohbau fertiggestellt war, um im Bedarfsfall diese Räumlichkeit nutzen zu können. Die Weihe der auf fünfhundert Sitzplätze ausgelegten Haupthalle fand am Sonntag, dem 6. Mai 1928 statt. Die Leipziger Feierhalle bot ein Aufsehen erregendes Bild, das sich detailliert in der Leipziger Gemeindezeitung niederschlug. Hallers Begeisterung für die Schlichtheit des Baukörpers und für alte Bauwerke kam der Kunstauffassung der Religionsgemeinde entgegen. Dabei wurde betont, dass dieser Bau das waagerechte Prinzip der Antike und des Chassidismus sowie das senkrechte Prinzip der Gotik verfolgte.
Wilhelm Haller verwirklichte seine ausgereiften Entwürfe zur achsenbetonten Dreiflügelanlage mit zurückspringendem Mittelteil. So entstand zwischen den Flügelbauten der Verwaltung und Wärterwohnung ein kleiner begrünter Vorplatz. Stilistisch hob sich die exponierte Feierhalle von den im bekannten bürgerlichen Duktus gehaltenen Flügelbauten ab. Die Außenfassade der Halle sowie der Flügelbauten waren von außen glatt und blau verputzt. Rote Falzziegel bedeckten die Dächer der gesamten Anlage. Die Gebäudeflügel mit ihren Kopfbauten besaßen Walmdächer. Zusätzlich bekam die Eisenbetonkuppel ein oktogonales, leicht spitzkuppeliges Falzziegeldach mit einem Glasoberlicht, das prismenartig nach unten mit der Eisenbetonkuppel verbunden wurde und so für einen stetigen Lichteinfall sorgte. Über dem spitzbogigen Drillingsportal der Vorhalle befand sich der hebräische und deutsche Schriftzug mit den Worten „Stark wie der Tod ist die Liebe“.
So wurde der Tod durch die Erinnerung an die Wiederauferstehung widergespiegelt. Die Vorhalle springt von dem übrigen Bau leicht hervor und ist nach oben zweifach abgestuft, so dass sich dieser Gebäudeteil leicht nach oben zur Kuppel hin verjüngt. Diese zweijochige Vorhalle erscheint auch niedriger als der restliche Baukomplex. Das lag wohl an den beiden „Eckrisaliten“ der Feierhalle, die kubenartig über die Gebäudehöhe der Verwaltungsflügel hervorragten. Spitzbogige Fenster und Portale prägten jeweils die Straßen- und Gartenfassade der Feierhalle. Die Friedhofs- bzw. Gartenseite wurde wesentlich schlichter gestaltet.
Über die Pfeilervorhalle des Haupteingangs konnten die Trauernden durch drei Flügeltüren direkt in die Feierhalle gelangen. Dort befand sich auch ein mit fließendem Wasser ausgestatteter Wandbrunnen aus poliertem Muschelkalk mit einem pagodenähnlichen Aufsatz. Der auf rechteckigem Grundriss stehende Zentralbau erschien in einer zurückhaltenden Farbigkeit von Naturfarbtönen, wie verschiedene Ockerfarben und Brauntöne. Von künstlichen Lichtquellen im Soffittenkranz des Kuppelrings, künstlichen Lichtquellen in den Muqarnas und im Kuppelauge wurde die Farbgebung allenfalls aufgelockert.
Durch den ständig anders gerichteten Sonneneinfall bekam der Innenraum ein sich veränderndes Licht- und Schattenspiel. Der Raum für die Sängerempore hinter dem Maßwerk wurde in gedämpfter roter Farbe gestaltet und bildete so einen augenfälligen Kontrast. Ein riesiger sechzehnzackiger Stern zierte den mehrfarbig gebänderten Gummifußboden und nahm die ursprüngliche Idee Hallers auf, den Stern in das Glasoberlicht einzuschreiben. Sternenmotive wurden in der maurischen Architektur oft verwendet. Besonders beachtenswert ist deren Verwendung als vollflächig ausgeführte Kuppelgestaltung, mit Bandrippen als Bauteil, welche sich nicht in der Mitte der Kuppel schnitten, sondern aneinander vorbeigeführt wurden, so dass in Kuppelmitte ein mehrzackiger Stern entstand und als Oberlicht diente.
Neben dem „Chormaßwerk“ beherrschte die Farbigkeit des Travertins an den Portalen und den mächtigen Supraporten mit dem eingeschriebenen geometrischen Sternenmuster den Innenraum. Auch die Vermauerung der Blendarkaden an der Stirnseite zu den Friedhofsausgängen bot einen gefälligen Akzent. Türen und Heizkörper waren in Braun gestrichen, wobei die von der Halle abgehenden Türen aus Eichensperrholz gefertigt waren. Verchromte Türbeschläge und metallverkleidete Lampenausstattungen bildeten einen akzentreichen Kontrast zur Holzvertäfelung. Der südlich von der großen Halle gelegene kleine Saal bekam eine komplette Wandverkleidung aus profiliertem kaukasischen Nussbaumholz und war für kleine Feiern vorgesehen.
In beiden Aussegnungshallen waren die Sargräume durch mit Kurbelmechanismen verstellbare Schiebewände samt sogenannten Ritualschlitzen abgetrennt. Dadurch waren die Verstorbenen den Blicken der Trauernden entzogen. Durch ein Rautenmuster wurde der Gummifußboden des kleinen Saals farbig abgesetzt und rhythmisch gestaltet. Über seine Farbigkeit kann nur spekuliert werden, auch über die Farbigkeit des Gummifußbodens im großen Saal ist nichts bekannt. Wäre sie beispielsweise der Innengestaltung der Leipziger Kaufmanns-Gedächtniskirche St. Bonifatius aus dem Jahr 1930 gefolgt, die ebenso in einem expressionistischen Duktus ausgeführt wurde, entstünde das Bild einer konzeptionellen Raumgestaltung, in der einerseits die einzelnen Farben stark voneinander kontrastiert werden, ohne Akzente zu verlieren. Dasselbe könnte auch in der Leipziger Feierhalle verwirklicht worden sein. Im denkmalpflegerischen Rekonstruktionsverfahren würde anhand der bekannten Farben des Innenraums auf die fehlende geschlossen werden. Doch dieses naturwissenschaftlich deklarierte Verfahren ist nicht eindeutig zuverlässig. Wenn beim Innenputz die Naturfarbigkeit betont wurde, so kann dies auf eine Grautönung hinweisen.
Als Konzentrationspunkt diente der mit Flechtmaßwerk verkleidete Raum der Sängerempore. Dabei ist jenes Maßwerk als Sichtschutz zu verstehen, da im orthodoxen und konservativen Trauerritual keine Musik vorgesehen ist und der Raumzweck nicht sichtbar sein sollte. Trotz des Wissens über diesen Chorraum wurde er nicht als offene Sängerempore gestaltet. Fremde und Unbeteiligte mussten bei jüdischen Beerdigungen stets in großer Distanz zu dem Verstorbenen und dessen Verwandten stehen. Um diese Pietät zu wahren, wurde die Empore so verkleidet und befand sich von der Sargkammer abgetrennt darüber. Statt wie bei von mehreren jüdischen Strömungen genutzten Gemeinschaftssynagogen die Orgel mit einem schwer anzubringenden Vorhang zu verdecken, verwendete Haller dieses Maßwerkgitter, in dem er die Spitzbogenformen der Blendarkadenstellung verarbeitete und mit Zackenbändern miteinander verband. Die dahinter befindliche Sängerempore ließ der Architekt rot ausschlagen, so dass hier mit der Naturfarbigkeit des Betons bzw. der Putzflächen samt der unbearbeiteten Oberfläche, dem natürlichen Lichteinfall, den versteckten Lichtquellen in den Muqarnas sowie dem farbigen Gummifußboden mit seinen expressiven Formen ein einzigartiger Raumeindruck entstand.

#### Ritualbad in Leipzig
Für die Israelitische Religionsgemeinde in Leipzig konnte er am Entwurf bzw. nicht mehr nachweisbaren Bau des Ritualbades der Ez-Chaim-Synagoge im Jahr 1929 mitwirken. Hierbei fungierte er als bauleitender Architekt. Warum er diesbezüglich keine Angaben machte, bleibt unklar. Wilhelm Haller trat in den Plänen namentlich als Einziger auf. Neben ihm gab es keinen planenden Architekten. Bauherr war die israelitische Religionsgemeinde. Die Gelder hierzu wurden im Januar 1929 bewilligt.

#### Weitere Entwürfe und Bauten
Neben den großen Aufträgen schuf Wilhelm Haller u. a. für Mitglieder der Leipziger Gemeinde Grabsteine und Gefallenendenkmäler. Die architektonischen Grunddetails des Friedhofbaus spiegeln sich in der Grabstelle des Leipziger Rauchwarenhändlers und Millionärs Adolph Reichenstein wider wie an keiner anderen Grabstelle auf diesem Friedhof. Erstaunlich ist die Geschichte des Grabmals. Reichenstein starb am 11. September 1926, also zu einem Zeitpunkt, als die Gelder für den Bau noch nicht zusammengekommen waren. Erst durch eine großzügige Spende waren im November 1926 die Baukosten gesichert. Es ist offenbar als erstes Grab auf diesem Friedhof entstanden, ganz nah am Haupteingang, fußläufig an der rechten Außenwand des Friedhofs gelegen. Unklar ist, ob Reichenstein im Vorgriff auf jegliche Bautätigkeit, quasi auf der grünen Wiese, bestattet wurde. Eine Umbettung widerspräche der unbedingten Unverletzlichkeit der jüdischen Grabstätten.
In Leipzig ist die von ihm geplante Kriegerehrung auf dem Alten Israelitischen Friedhof noch unversehrt. In deren Giebelwand wurden die Namen der Gefallenen graviert. Eine als Basrelief dargestellte Krone mit Davidstern wird von zwei Löwen und Fackeln flankiert und steht auf einem Sockel.
1927 wurde Wilhelm Haller von dem Einzelhandels-Unternehmen M. Joske & Co. beauftragt, die Fassade des Kaufhauses Joske in Leipzig-Plagwitz zu überformen und einen Erweiterungsbau zu entwerfen. 1929 wurde das vergrößerte Kaufhaus auf den Grundstücken Karl-Heine-Straße 43–45 und Ziegelstraße 1/3 (heute Walter-Heinze-Straße) eingeweiht. Damit wurden die unterschiedlichen Gebäude in ihrer Gestaltung angeglichen, eine vorgehängte Holzfassade und ein umlaufender schwarz-weißer Leuchtkasten vereinheitlichten das äußere Bild des Kaufhauses.
1931 war Wilhelm Haller Architekt des Hauses der Jüdischen Jugend in Leipzig, Elsterstraße 7. Er konzipierte und leitete die Umbauten an dem dreigeschossigen, neoklassizistischen Bau, der heute nicht mehr existiert. Im Juli 2018 wurde an dieser Adresse für die ehemalige Wirkungsstätte des jüdischen Fußballklubs eine Gedenkstele errichtet.

### Wirken in Tel Aviv
Infolge der Machtergreifung der Nationalsozialisten am 30. Januar 1933 emigrierte Haller im Juli 1933 nach Palästina, das für jüdische Intellektuelle und zionistische Juden ein verheißungsvolles Land war. Tel Aviv stellte sich als Hauptanziehungspunkt dar, wo sich viele Künstler und Akademiker niederließen, nicht zuletzt wegen der guten Lebens- und Arbeitsbedingungen. Im Deutschland des Jahres 1933 begannen für die Juden schon erste, von der deutschen Allgemeinheit kaum bemerkte Einschränkungen, die schon viele Juden bewogen, das Land in Richtung USA oder Palästina zu verlassen. So auch Wilhelm Haller, der bereits im Oktober desselben Jahres in Tel Aviv ein eigenes Architekturbüro eröffnen konnte. Er war zudem auch beim Public Works Department beschäftigt. Es folgten in den späten 1930er und frühen 1940er Jahren Tätigkeiten als Inspektor in der Schwerindustrie sowie eine Dozententätigkeit an der Universität Tel Aviv.
Seine Bauten von 1933 bis 1937 sind gut dokumentiert, im Gegensatz zu seinem Schaffen in Deutschland. Allgemein lässt sich sagen, dass sich Haller hier einen wesentlich einheitlicheren Stil aneignete, als das von ihm aus Deutschland bekannt ist. Das lag wahrscheinlich an den unterschiedlichen Vorstellungen der Auftraggeber.
Geschwungene und ineinander greifende Formen kannte Haller sicherlich von den Bauten des Neuen Bauens der 1920er-Jahre. Dennoch stellt sich sein Œuvre in Tel Aviv als Einschnitt in Wilhelm Hallers Schaffen dar. Er löste sich, nicht zuletzt wegen neuer Bauaufgaben, von den verspielten Formen des Expressionismus und wandte sich einer versachlichten, aber dennoch ausdrucksstarken Architekturform zu, die am Dessauer Bauhaus und vor allem nach der Werkbundausstellung 1927 zum Tragen kamen.
Das Haus Ehrlich in Tel Aviv plante Wilhelm Haller gemeinsam mit H. Weinstein bereits im Jahr seiner Ankunft in Tel Aviv, es konnte von Februar bis September 1934 gebaut werden. Zadok Ehrlich ließ für das auf seinem vor 1933 erworbenen 436 m² großen Grundstück stehende eingeschossige Wohnhaus mit Werkstätten eine Aufstockung um mehrere Etagen planen. Auch ließ er das Grundstück um knapp 100 m² erweitern, um Anbauten o. ä. verwirklichen zu können. Die Fassade sollte wie bei dem Haus Delfinger-Picker mit einer abgerundeten Lösung und umlaufenden Fenstern mit Brüstungsbändern gestaltet werden. Außerdem erhietk der Bau eine Dachpergola, die der geschwungenen Ecklösung folgt. Den vertikalen Kontrast bildet die senkrechte Fensterreihe des Treppenhauses. Der ursprüngliche glatte Verputz wurde durch einen rauen ersetzt.
Zur selben Zeit entstand das Haus Delfinger-Picker auf dem Eckgrundstück 51 Mazeh Street 51 / Yehuda Halevi Street in Tel Aviv. Schon im Dezember 1933 wurden hierfür die Pläne genehmigt. Das auf u-förmigem Grundriss stehende Eckhaus besitzt ebenfalls eine geschwungene Ecklösung mit umlaufenden, bandartigen Balkonen. Zwei farbig unterschiedliche Putzarten mit eingearbeiteten Glas bzw. Basaltsplittern sollten die horizontale Wirkung verstärken.

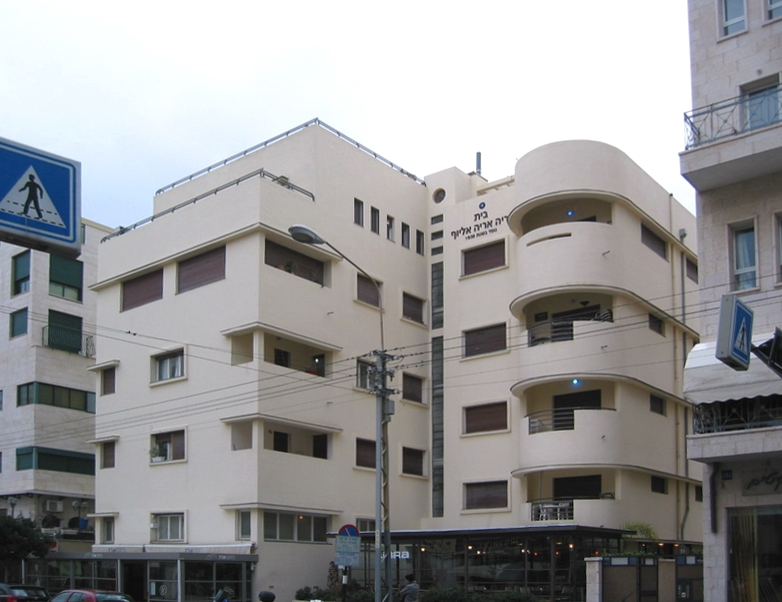
Haus Mittelmann, 2008

Von Juli 1934 bis Oktober 1935 plante Wilhelm Haller das Haus Jaʿacov Mittelmann als Mehrfamilienhaus, 120 Ben Yehuda Street. Der Plan für das flach gedeckte, dreigeschossige Gebäude wurde im Juli 1934 genehmigt, wurde aber in der Raumaufteilung nicht ausgeführt. Halbkreisförmige Balkone am rückwärtigen Gebäudeteil rhythmisieren den Baukörper ebenso wie die Fenster und Loggien umrahmenden Betonplatten. Später erfolgten Überformungen durch die eingebaute Ladenzeile und den flachgedeckten Laden, der die ursprünglich offene Winkellösung gänzlich verschwinden ließ.
Das Haus Boʿaz-Schwabe wurde von Wilhelm Haller als langgestrecktes, gestaffeltes Mehrfamilienhaus für Lehrer geplant. Dafür sah der Architekt ebenfalls geschwungene Ecklösungen sowie horizontale Fensterbänder vor. Ein dazu spiegelverkehrter Zwillingsbau konnte nicht ausgeführt werden. Der Bau hat sandfarbenen, glatten Putz und wird zusätzlich betont durch umlaufende Balkone am hervorspringenden Gebäudeteil der Nordostecke.

Rechts angeschnitten das Haus Hornstein mit Sonnenblenden in den Fenstern, 2016

Für Selda Hornstein entwarf Wilhelm Haller 1936 das dreigeschossige Eckgebäude Haus Hornstein, Rechov Dizengoff / Rechov ha-Melech George, das im Juli 1937 fertiggestellt wurde. Bereits am 4. Januar 1934 wurde der Plan genehmigt, doch Haller verwarf diesen und schuf einen neuen Entwurf. Die neuen Pläne wurden als Reihenhaus mit vertikal gestaffelter Fassade sowie wellenförmig geschwungenen Balkonen umgesetzt. Die Balkonbrüstungen wurden stark nach unten gezogen und verleihen der Straßengestaltung ein prägendes Bild. Später wurde von dem Architekten Eliyahu Kuczynski eine Ladenzeile eingefügt, die mit Hallers Bau nichts gemein hat und keinen Bezug herstellt. Auch die Balkone bekamen eine spätere Überformung, indem Fenster mit Schiebeläden eingebaut wurden.

## Schriften
- Der neue Friedhof. In: Gemeindeblatt der Israelitischen Religionsgemeinde Leipzig vom 25. September 1925, S. 4.
- Die Kriegerehrung auf dem Ehrenfriedhof. In: Gemeindeblatt der Israelitischen Religionsgemeinde zu Leipzig vom 28. Mai 1926, S. 2.
- Zur Frage der Friedhofskunst. In: Gemeindeblatt der Israelitischen Religionsgemeinde zu Leipzig, 6. Jahrgang 1930, Nr. 15, S. 1–2.
- Der Tempelbau. In: Festschrift zum 75-jährigen Bestehen der Leipziger Gemeindesynagoge 1855–1930. (mit einem Vorwort von Fred Grubel) Nachdruck in: Ephraim Carlebach Stiftung Leipzig (Hrsg.): Geschichte und Leben der Juden in Leipzig. Berlin 1994, S. 56–58.